# Campionat d'Europa de billar a tres bandes
El Campionat d'Europa de billar a tres bandes (oficialment anomenat CEB European Three-cushion Championship) és un torneig professional de billar a tres bandes, organitzat anualment per la Confédération Européenne de Billard.
Els premis per als campions l'any 2007 han estat d'un total de 18.500 € (26.134 US$), amb un premi pel primer classificat de 4.000 € (5.651$).
El palmarès ha estat majoritàriament dominat per europeus destacant per damunt de tots el belga Raymond Ceulemans.

## Historial
Font:
GA indica General Average (mitjana general).
| Num. | Any      | Seu               | Campió                | GA      | Finalista            | GA    |
| ---- | -------- | ----------------- | --------------------- | ------- | -------------------- | ----- |
| 01   | 1932     | Amsterdam         | Franz Aeberhard       | 0,659   | Henk Robijns         | 0,717 |
| 02   | 1935     | Amsterdam         | Alfred Lagache        | 0,704   | Jaques Davin         | 0,686 |
| 03   | 1939     | Angulema          | Alfred Lagache        | 0,804   | Arie Bos             | 0,714 |
| 04   | 1947     | Brussel·les       | Alfred Lagache        | 0,773   | René Vingerhoedt     | 0,756 |
| 05   | 1948     | Madrid            | Joaquim Domingo       | 0,793   | Roger Hanoun         | 0,835 |
| 06   | 1949     | Angulema          | Alfred Lagache        | 0,890   | René Vingerhoedt     | 0,733 |
| 07   | 1950     | Amsterdam         | Bert Wevers           | 0,584   | Bernard Siguret      | 0,673 |
| 08   | 1951     | Anvers            | René Vingerhoedt      | 0,895   | Alfred Lagache       | 0,640 |
| 09   | 1952     | Lausana           | René Vingerhoedt      | 1,023   | August Tiedtke       | 0,807 |
| 10   | 1953     | Madrid            | René Vingerhoedt      | 1,008   | August Tiedtke       | 0,796 |
| 11   | 1954     | Mannheim          | René Vingerhoedt      | 1,190   | Walter Lütgehetmann  | 0,863 |
| 12   | 1955     | Amsterdam         | René Vingerhoedt      | 1,017   | Herman Popeijus      | 0,884 |
| 13   | 1956     | Saarbrücken       | René Vingerhoedt      | 0,831   | August Tiedtke       | 0,784 |
| 14   | 1957/1*1 | Lisboa            | Bernard Siguret       | 0,677   | Jaime Pimenta        | 0,636 |
| 15   | 1957/2*1 | Anvers            | René Vingerhoedt      | 0,800   | August Tiedtke       | 0,815 |
| 16   | 1958     | Canes             | Johann Scherz         | 0,902   | August Tiedtke       | 0,863 |
| 17   | 1959     | Hilversum         | René Vingerhoedt      | 1,041   | August Tiedtke       | 0,935 |
| 18   | 1960     | Düsseldorf        | René Vingerhoedt      | 1,105   | August Tiedtke       | 0,992 |
| 19   | 1961     | Trieste           | Johann Scherz         | 1,000   | Henny de Ruyter      | 0,796 |
| 20   | 1962     | Kaatsheuvel       | Raymond Ceulemans     | 1,159   | Johann Scherz        | 1,015 |
| 21   | 1963     | Brussel·les       | Raymond Ceulemans     | 1,202   | Johann Scherz        | 1,007 |
| 22   | 1964     | Copenhaguen       | Raymond Ceulemans     | 1,197   | Johann Scherz        | 0,876 |
| 23   | 1965     | Viena             | Raymond Ceulemans     | 1,160   | Johann Scherz        | 1,053 |
| 24   | 1966     | Lisboa            | Raymond Ceulemans     | 1,420   | Johann Scherz        | 0,872 |
| 25   | 1967     | Angulema          | Raymond Ceulemans     | 1,253   | Fernand van Barel    | 0,971 |
| 26   | 1968     | Madrid            | Raymond Ceulemans     | 1,379   | Johann Scherz        | 1,125 |
| 27   | 1969     | La Haia           | Raymond Ceulemans     | 1,538   | Laurent Boulanger    | 1,174 |
| 28   | 1970     | Tournai           | Raymond Ceulemans     | 1,366   | Johann Scherz        | 1,010 |
| 29   | 1971     | Geel              | Raymond Ceulemans     | 1,621   | Johann Scherz        | 1,142 |
| 30   | 1972     | Dortmund          | Raymond Ceulemans     | 1,501   | Peter Thøgersen      | 0,907 |
| 31   | 1973     | Crosne            | Arnold de Pape        | 0,940   | Ludo Dielis          | 0,949 |
| 32   | 1974     | Eeklo             | Raymond Ceulemans     | 1,527   | Ludo Dielis          | 1,111 |
| 33   | 1975     | Rotterdam         | Raymond Ceulemans     | 1,406   | Rini van Bracht      | 0,982 |
| 34   | 1976     | València          | Raymond Ceulemans     | 1,563   | Ludo Dielis          | 0,993 |
| 35   | 1977     | Lausana           | Raymond Ceulemans     | 1,310   | Ludo Dielis          | 1,074 |
| 36   | 1978     | Copenhaguen       | Raymond Ceulemans     | 1,476   | Peter Thøgersen      | 1,071 |
| 37   | 1979     | Düren             | Raymond Ceulemans     | 1,369   | Johann Scherz        | 1,059 |
| 38   | 1980     | Helsingborg       | Raymond Ceulemans     | 1,571   | Johann Scherz        | 0,979 |
| 39   | 1981     | Viena             | Raymond Ceulemans     | 1,382   | Raymond Steylaerts   | 0,808 |
| 40   | 1982     | Porto             | Raymond Ceulemans     | 1,365   | Johann Scherz        | 1,125 |
| 41   | 1983     | Dunkerque         | Raymond Ceulemans     | 1,333   | Torbjörn Blomdahl    | 1,104 |
| 42   | 1984     | Leuven            | Rini van Bracht       | 1,193   | Egidio Vierat        | 0,978 |
| 43   | 1985     | Amersfoort        | Torbjörn Blomdahl     | 1,327   | Rini van Bracht      | 1,080 |
| 44   | 1986     | Mondorf-les-Bains | Torbjörn Blomdahl     | 1,218   | Avelino Rico         | 1,027 |
| 45   | 1987     | Waalwijk          | Raymond Ceulemans     | 1,411   | Torbjörn Blomdahl    | 1,261 |
| 46   | 1988     | Vejle             | Torbjörn Blomdahl     | 1,506   | Raymond Ceulemans    | 1,476 |
| 47   | 1989     | Viersen           | Lennart Blomdahl      | 1,099   | Richard Bitalis      | 1,324 |
| 48   | 1990     | Norrköping        | Torbjörn Blomdahl     | 1,435   | Dick Jaspers         | 1,389 |
| 49   | 1991     | Dordrecht         | Torbjörn Blomdahl     | 1,772   | Dick Jaspers         | 1,513 |
| 55   | 1992     | El Caire          | Raymond Ceulemans     | 1,293   | Francis Connesson    | 1,232 |
| 51   | 1993     | Corbeil-Essonnes  | Rini van Bracht       | 1,231   | Maximo Aguirre       | 0,958 |
| 52   | 1994     | Odense            | John Tijssens         | 1,097   | Andreas Efler        | 0,996 |
| 53   | 1995     | Praga             | Jozef Philipoom       | 1,203   | Hans Laursen         | 1,083 |
| 54   | 1997     | Mondorf-les-Bains | Daniel Sánchez        | 1,579   | Jean-Christophe Roux | 1,311 |
| 55   | 1998     | Aubagne           | Torbjörn Blomdahl     | 1,429   | Martin Horn          | 1,378 |
| 56   | 1999     | Porto             | Semih Saygıner        | 1,571   | Dion Nelin           | 1,355 |
| 57   | 2000     | Madrid            | Daniel Sánchez        | 1,544   | Semih Saygıner       | 1,568 |
| 58   | 2001     | Odense            | Torbjörn Blomdahl     | 2,235   | Tonny Carlsen        | 1,326 |
| 59   | 2002     | İzmir             | Frédéric Caudron      | 1,730   | Tonny Carlsen        | 1,497 |
| 60   | 2003     | Göynük            | Dick Jaspers          | 1,834   | Frédéric Caudron     | 1,864 |
| 61   | 2004     | Ölüdeniz          | Murat Naci Çoklu      | 1,652   | Martin Horn          | 1,358 |
| 62   | 2005     | Porto             | Torbjörn Blomdahl     | 1,643   | Frédéric Caudron     | 1,333 |
| 63   | 2006     | Antalya           | Frédéric Caudron      | 1,937   | Semih Saygıner       | 1,922 |
| 64   | 2007     | Salon-de-Provence | Eddy Merckx           | 1,714   | Frédéric Caudron     | 1,962 |
| 65   | 2008     | Florange          | Dick Jaspers          | 2,169   | Torbjörn Blomdahl    | 1,557 |
| 66   | 2009     | Odense            | Daniel Sánchez        | 1,864   | Frédéric Caudron     | 1,760 |
| 67   | 2010     | Sankt Wendel      | Dick Jaspers          | 2,168   | Eddy Merckx          | 1,581 |
| 68   | 2011     | Porto             | Dick Jaspers          | 1,715   | Eddy Merckx          | 1,518 |
| 69   | 2012     | Istanbul          | Filippos Kasidokostas | 1,798   | Raimond Burgman      | 1,465 |
| 70   | 2013     | Brandenburg/Havel | Marco Zanetti         | 2,500*2 | Christian Rudolph    | 1,465 |
| 71   | 2015     | Brandenburg/Havel | Torbjörn Blomdahl     | 2.352   | Eddy Merckx          | 1.823 |
| 72   | 2017     | Brandenburg/Havel | Marco Zanetti         | 1.980   | Frédéric Caudron     | 1.933 |
| 73   | 2019     | Brandenburg/Havel | Dick Jaspers          | 2.500   | Marco Zanetti        | 1.937 |
| 74   | 2022     | Berlicum          | Daniel Sánchez        | 2.192   | Dick Jaspers         | 2,373 |
| 75   | 2023     | Antalya           | Marco Zanetti         | 1.953   | Berkay Karakurt      | 1.605 |

Notes
- *1 Com que en aquell moment hi havia dues associacions competidores, a saber, Union Internationale des Fédérations d'Amateurs de Billard (UIFAB) i Fédération Internationale de Billard (FIB), es van celebrar dos campionats diferents. Atès que els jugadors només podien afiliar-se a una de les associacions, no es van superposar els participants del respectiu Campionat Europeu.
- *2 Nou rècord europeu.